# Eurypelta splendida
Eurypelta splendida – gatunek chrząszcza z rodziny stonkowatych i podrodziny Eumolpinae.
Gatunek ten opisany został po raz pierwszy w 2018 roku przez Lwa Miediediewa na łamach „Caucasian Entomological Bulletin”. Jako miejsce typowe wskazano Auroville w dystrykcie Vilupparam, w indyjskim stanie Tamilnadu.
Chrząszcz o wydłużonym, jajowatym w zarysie ciele. Samce osiągają od 5,8 do 6,1 mm, a samice od 6,5 do 7,1 mm długości ciała. Głowa jest metalicznie spiżowa z trzema czerwonymi pasami podłużnymi, żółtawymi głaszczkami oraz czarnymi czułkami z wyjątkiem nasady czwartego ich członu, która jest żółta. Powierzchnia głowy jest silnie i gęsto punktowana, miejscami marszczona. Rozprostowane ku tyłowi czułki sięgają niemal środka długości pokryw. Przedplecze jest metalicznie spiżowe z trzema czerwonymi, zielono obrzeżonymi pasami podłużnymi, od 1,8 do 1,9 razy szersze niż dłuższe, najszersze w pobliżu kątów tylnych, słabo ku przodowi zwężone, o silnie i gęsto punktowanej powierzchni. Tylne kąty przedplecza są ostre. Niemal kwadratowa z szeroko zaokrąglonym szczytem, słabo poprzeczna, niepunktowana tarczka ma barwę metalicznie spiżową. Pokrywy są metalicznie spiżowe z dwoma czerwonymi, zielono obrzeżonymi pasami podłużnymi, 1,3 raza dłuższe niż szerokie, w barkach najszersze, gęsto pokryte mocnymi, miejscami układającymi się nieregularne pola punktami. Odnóża są ciemne, u samca z przednimi stopami o przeciętnie pogrubionym pierwszym członie. Pygidium ma ostrą bruzdę środkową i pozbawiony listewki spód.
Owad orientalny, endemiczny dla Indii, znany z tylko ze stanu Tamilnadu.